# ضيق خرد (الشحر)
'

تعديل مصدري - تعديل

ضيق خرد هي إحدى قرى عزلة الشحر بمديرية الشحر التابعة لمحافظة حضرموت، بلغ تعداد سكانها 44 نسمة حسب تعداد اليمن لعام 2004.